# Pseudomonadales
Pseudomonadales é uma ordem de Proteobacteria que inclui alguns membros que são importantes agentes em infecções oportunísticas, alguns dos quais com grande importância em saúde humana e veterinária. Entre as espécies patogénicas que estão incluídas nesta ordem contam-se diversos membros dos géneros Pseudomonas, Moraxella e Acinetobacter.